# Аккус (Франция)
Акку́с (фр. Accous) — коммуна во Франции, находится в регионе Аквитания. Департамент — Атлантические Пиренеи. Входит в состав кантона Олорон-Сент-Мари-1. Округ коммуны — Олорон-Сент-Мари.
Код INSEE коммуны — 64006.

## География

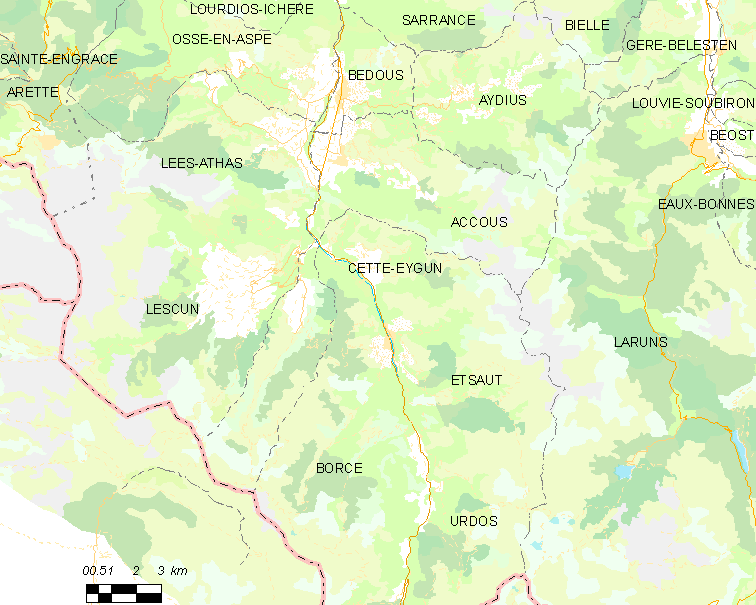
Карта коммуны

Коммуна расположена приблизительно в 700 км к югу от Парижа, в 210 км южнее Бордо, в 45 км к юго-западу от По.
На западе коммуны протекает река Гав-д’Асп.

### Климат
Климат тёплый океанический. Зима мягкая, средняя температура января — от +5°С до +13°С, температуры ниже −10 °C бывают редко. Снег выпадает около 15 дней в году с ноября по апрель. Максимальная температура летом порядка 20-30 °C, выше 35 °C бывает очень редко. Количество осадков высокое, порядка 1100 мм в год. Характерна безветренная погода, сильные ветры очень редки.

## Население
Население коммуны на 2010 год составляло 426 человек.
| 1962 | 1968 | 1975 | 1982 | 1990 | 1999 | 2010 |
| ---- | ---- | ---- | ---- | ---- | ---- | ---- |
| 499  | 443  | 440  | 372  | 396  | 433  | 426  |

## Администрация
| Период | Период | Фамилия         | Партия       | Примечания |
| ------ | ------ | --------------- | ------------ | ---------- |
| 1977   | 1983   | Гастон Ларрансу |              |            |
| 1983   | 1995   | Луи Мулья       |              |            |
| 1995   | 2001   | Гастон Ларрансу |              |            |
| 2001   | 2010   | Жан-Пьер Казо   |              |            |
| 2010   | 2014   | Эрик Бержес     |              |            |
| 2014   | 2020   | Поль Бержес     | беспартийный |            |

## Экономика
В 2010 году среди 272 человек трудоспособного возраста (15-64 лет) 182 были экономически активными, 90 — неактивными (показатель активности — 66,9 %, в 1999 году было 61,9 %). Из 182 активных жителей работали 173 человека (92 мужчины и 81 женщина), безработных было 9 (6 мужчин и 3 женщины). Среди 90 неактивных 12 человек были учениками или студентами, 25 — пенсионерами, 53 были неактивными по другим причинам.

## Достопримечательности
- Церковь Св. Мартина (XIV век)[4]
- Часовня Св. Сатурнина (XII век). Исторический памятник с 1986 года[5]
- Часовня Св. Иоанна Крестителя (XVIII век)[6]
- Часовня Св. Христофора (XVIII век)[7]

## Города-побратимы
- Валье-де-Эчо (Испания)

## Фотогалерея

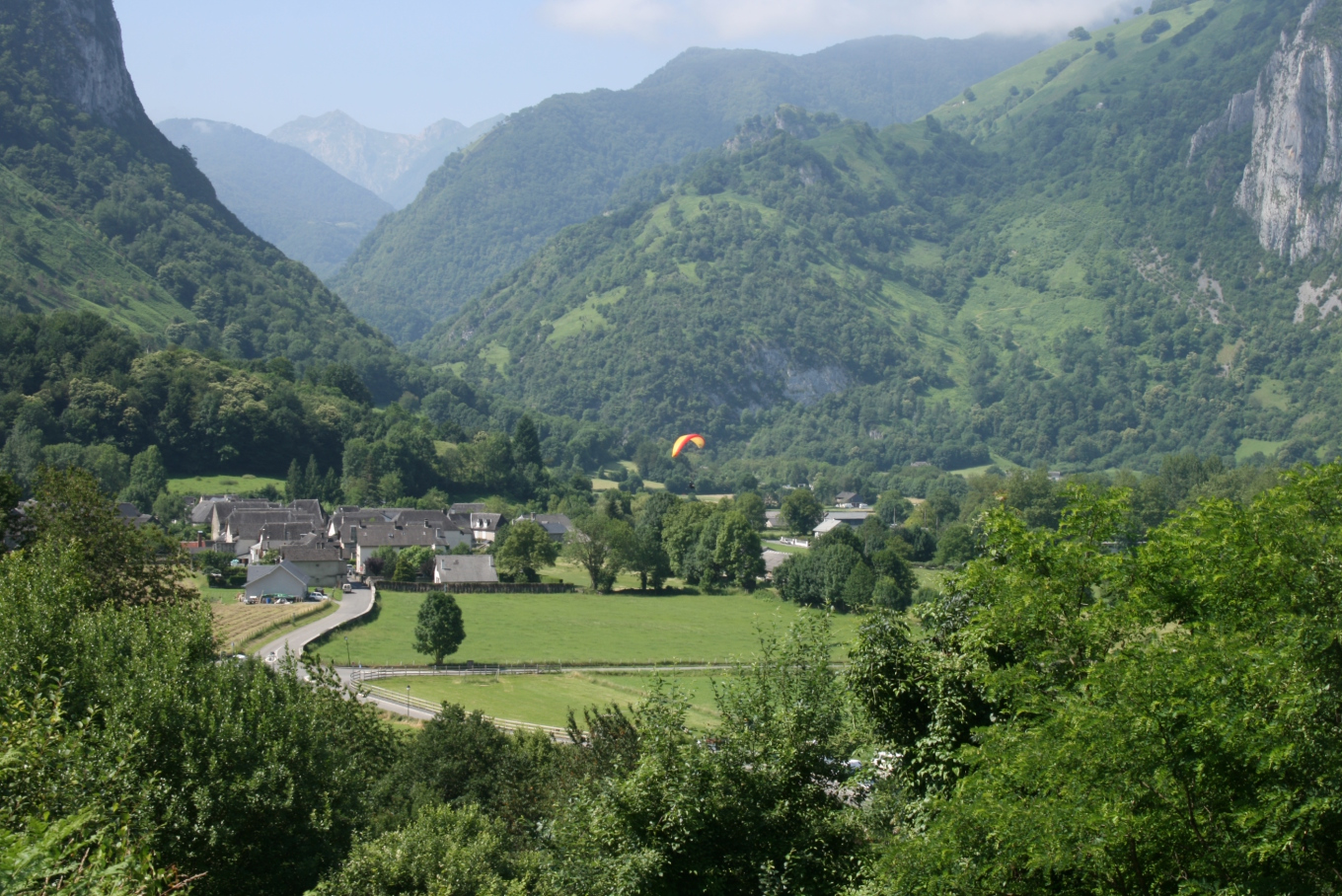
Аккус
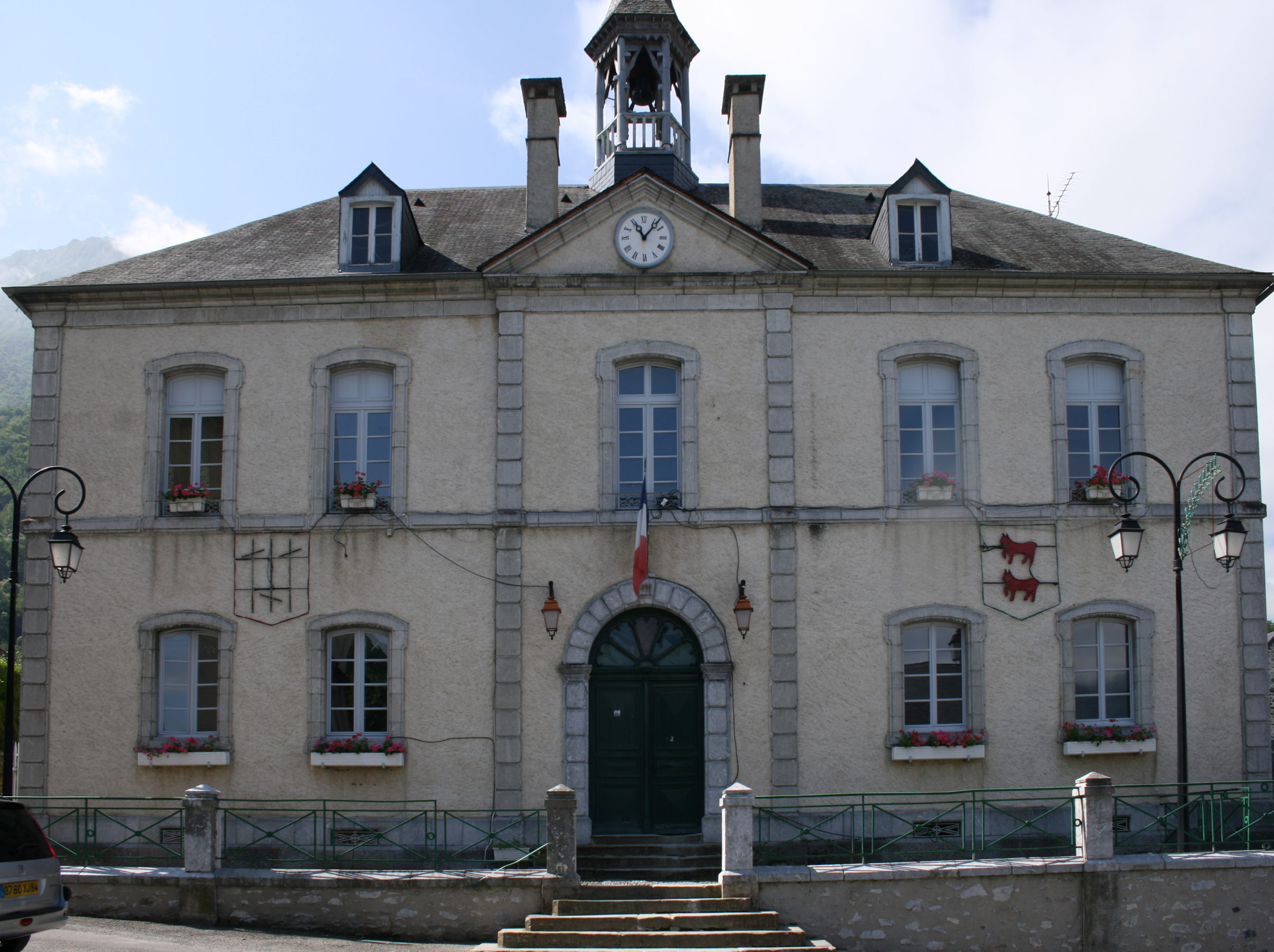
Мэрия
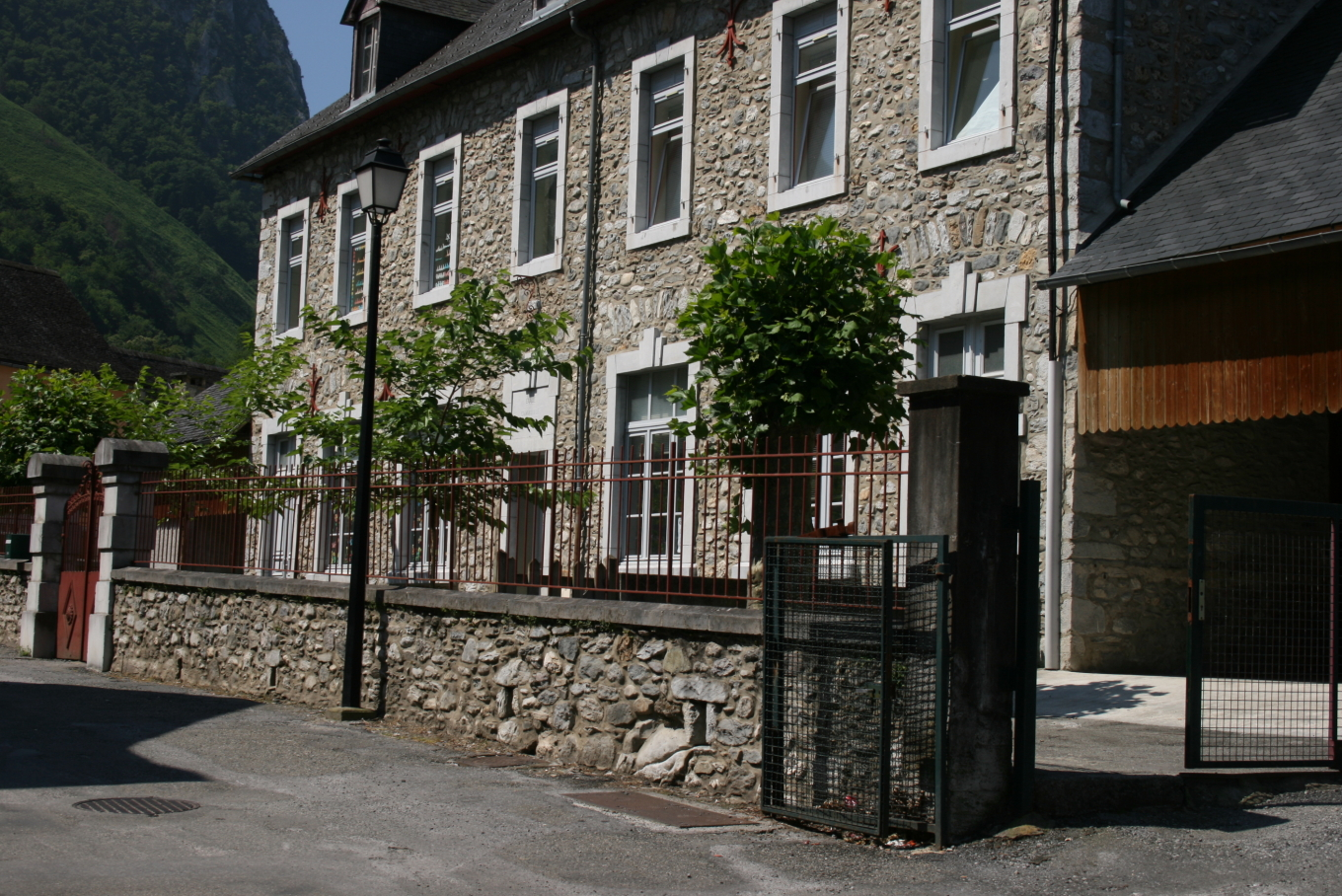
Школа
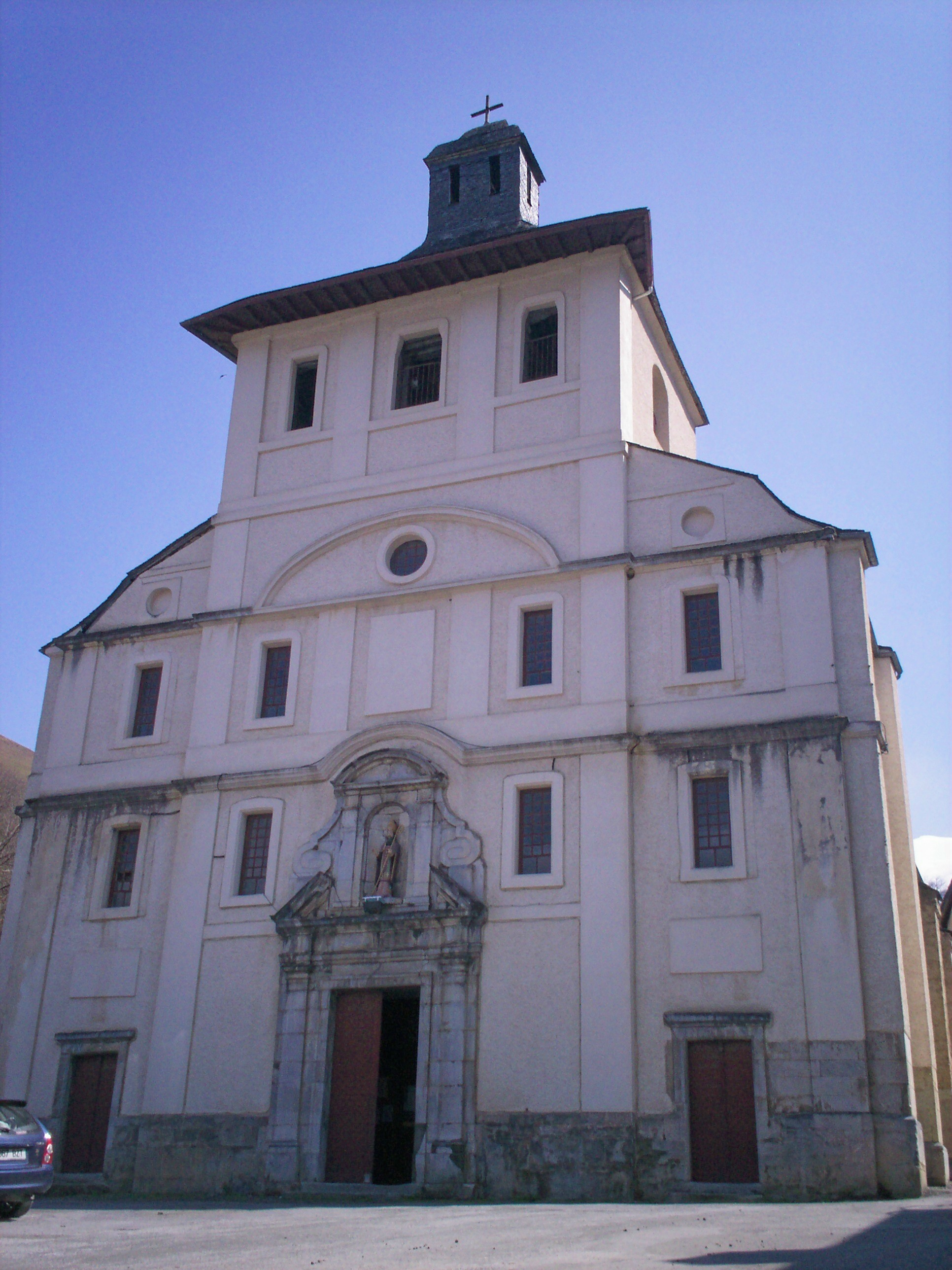
Церковь Св. Мартина
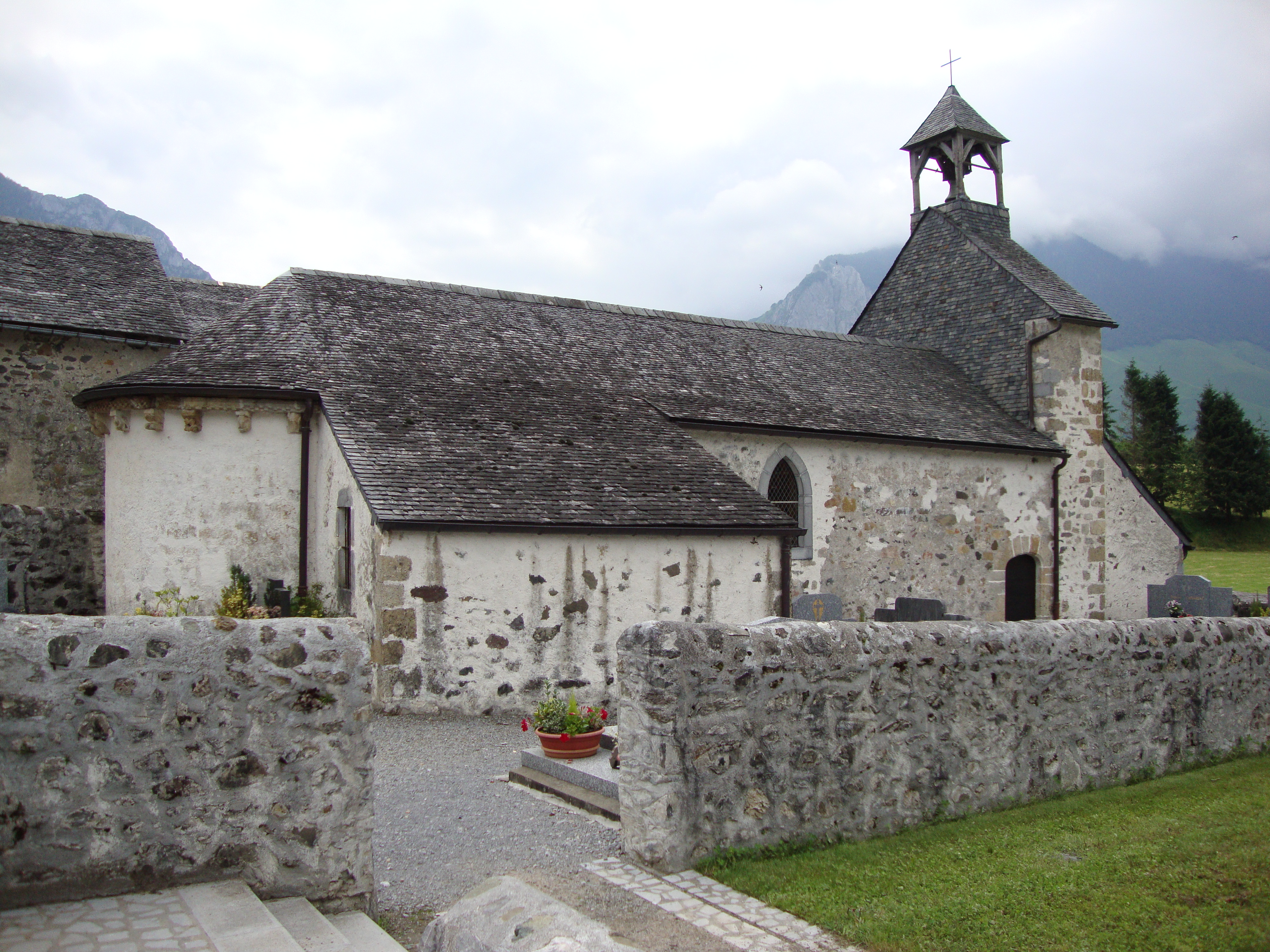
Часовня Св. Сатурнина
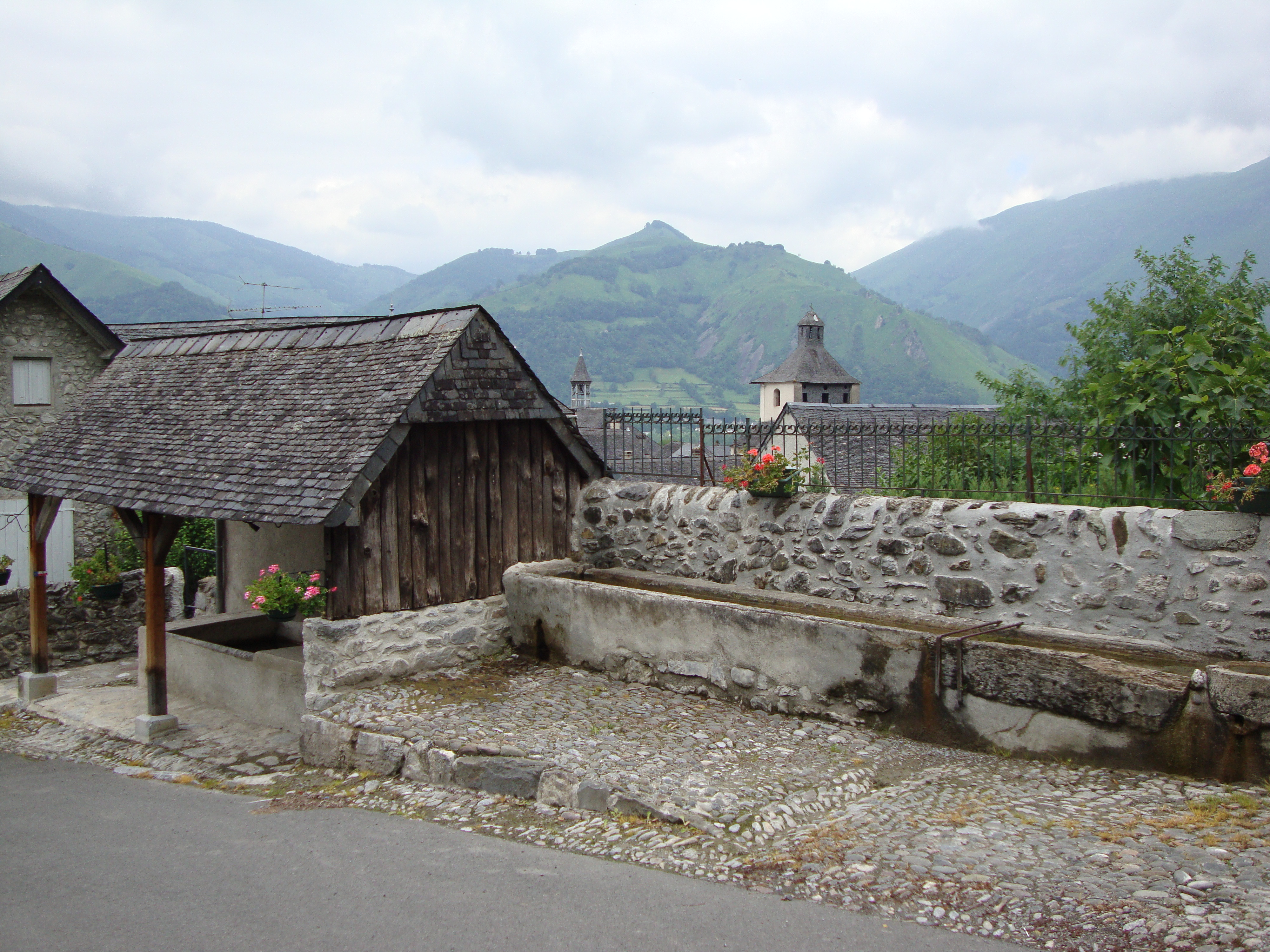
Общественная прачечная
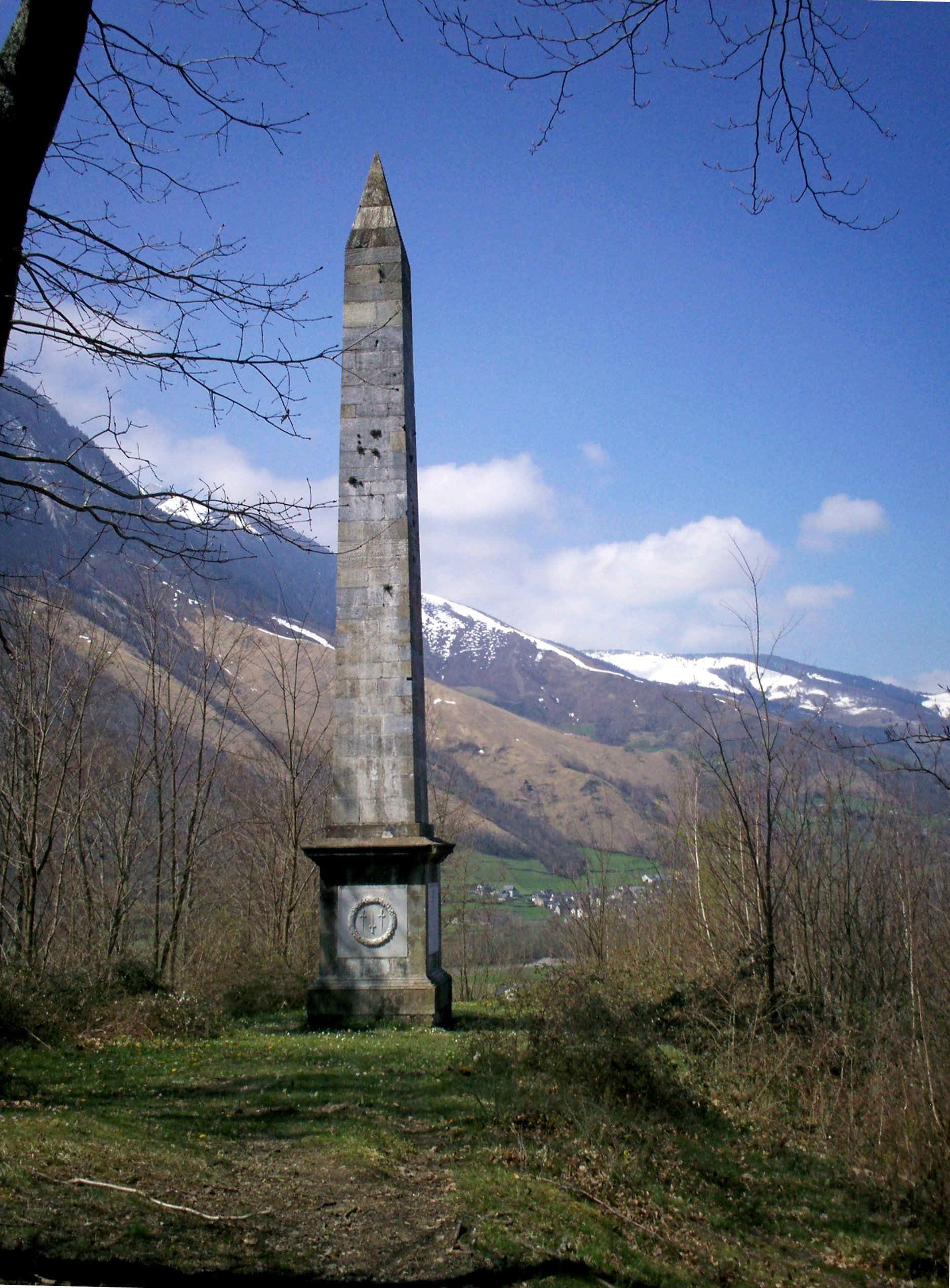
Обелиск
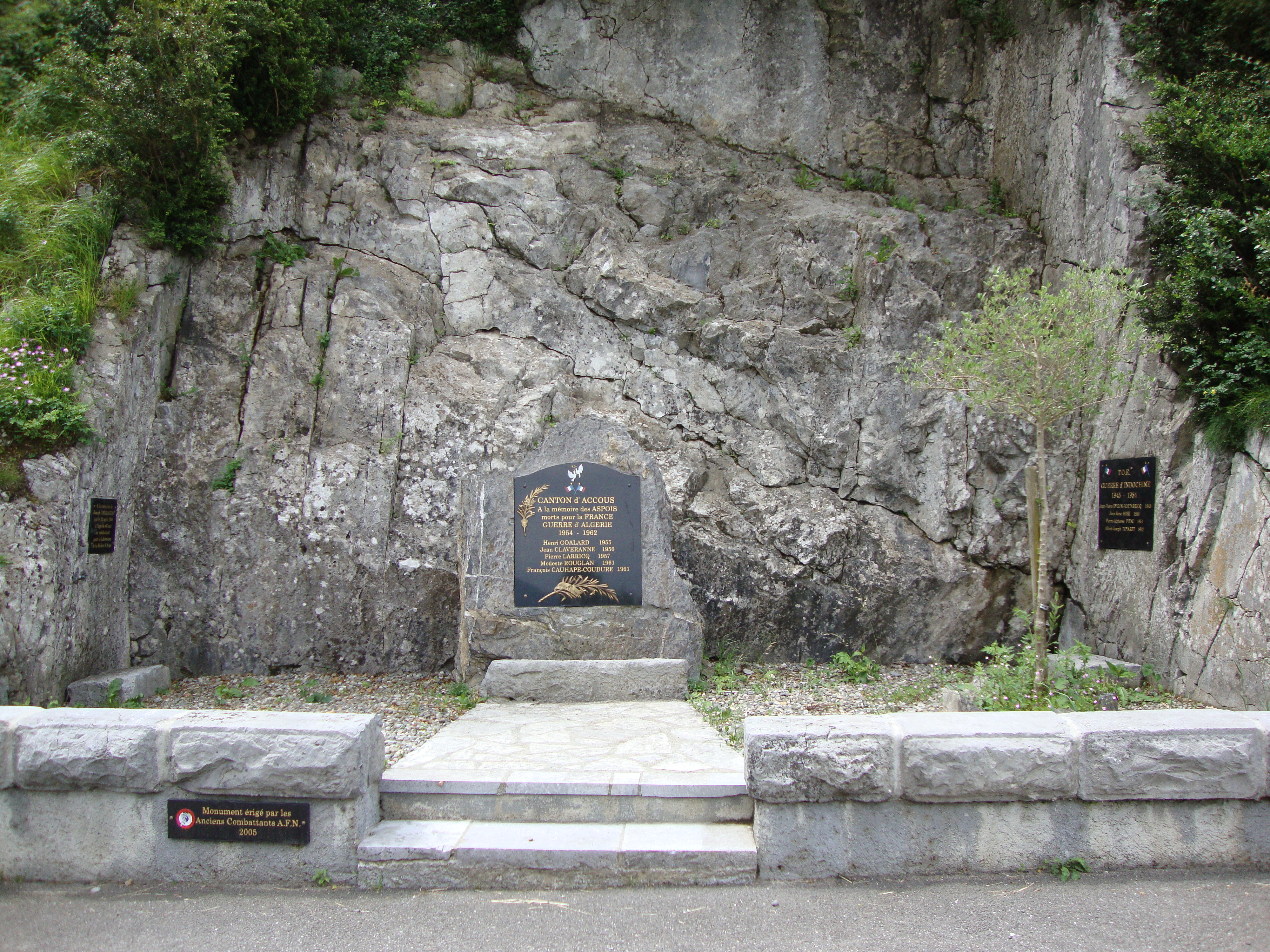
Военный мемориал
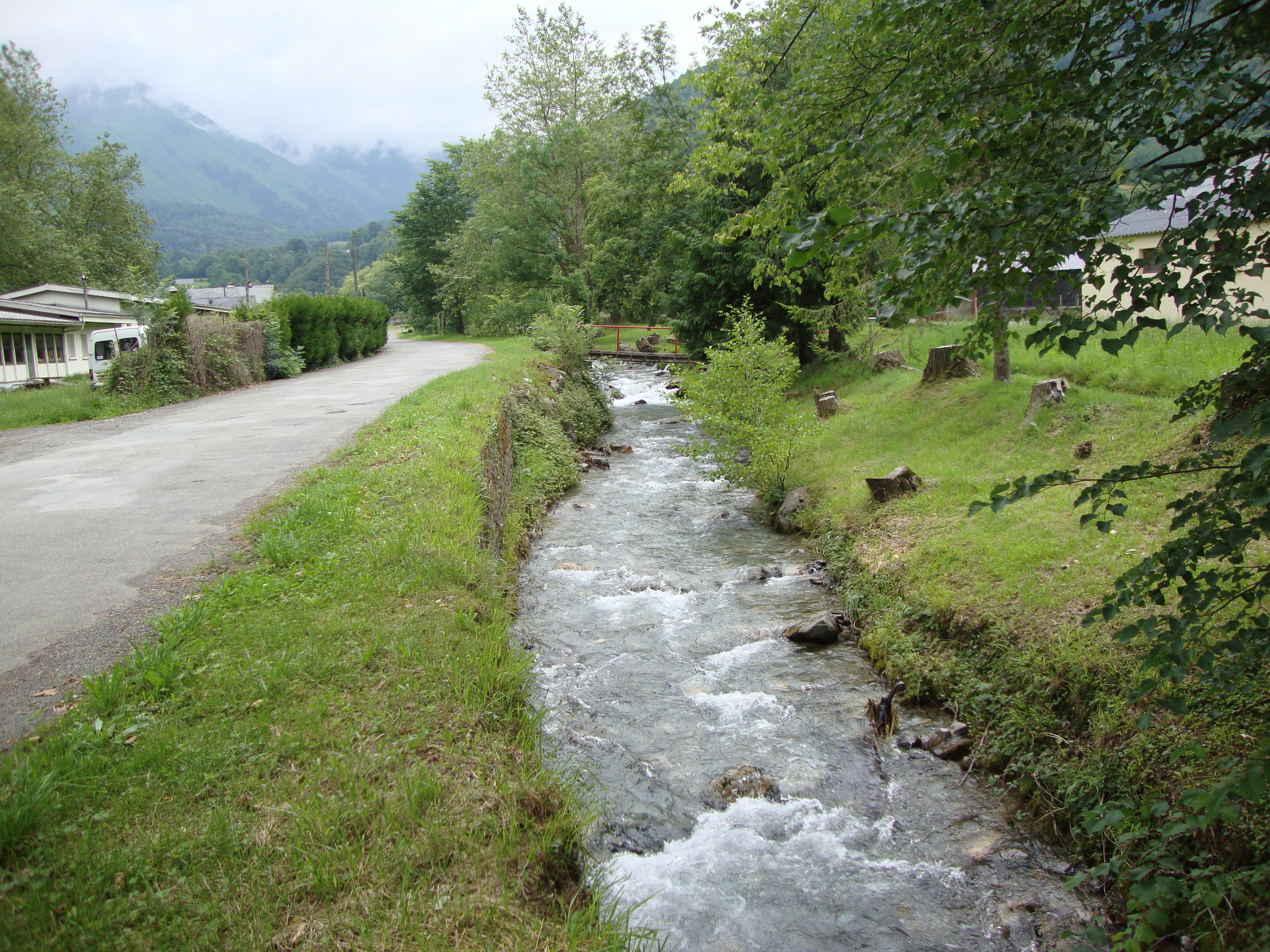
Река Берт
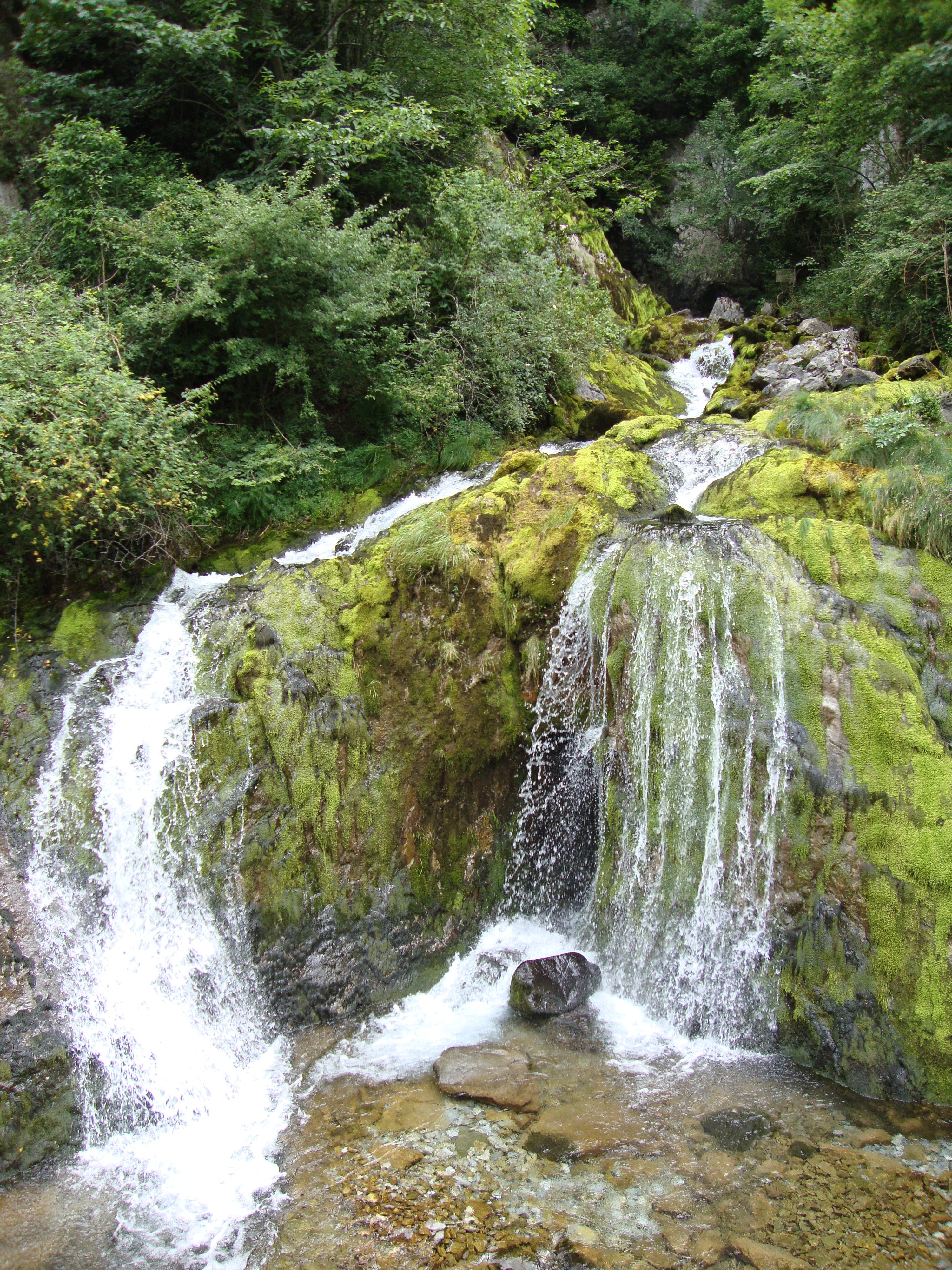
Водопад